# Reuters
Reuters  (i/ˈrɔɪtərz/) a fost o agenție de știri cu sediul central în Londra. Compania a fost cumpărată și a fuzionat în luna aprilie 2008 cu compania canadiană The Thomson Corporation, formând un gigant al informațiilor financiare și media, numit Thomson Reuters. Clienți principali sunt ziarele, televiziunile și alte companii media. 
Compania a fost înființată în anul 1851 la Londra, de un emigrant german, Paul Julius von Reuter (1821-1899). Succesorul fondatorului agenției Reuters a fost Herbert Reuter.